# Lights Out (Rick Astley-dal)
A Lights Out Rick Astley 2010-ben megjelent dala, melyet Astley a 2010-es turnéján énekelt el először a MEN Arénában április 27-én. A koncerten a régi dalaiból egy egyveleget adott elő, mielőtt leleplezte volna az új dalát, mely 2010. június 7-től volt elérhető, és letölthető. A dalt a BBC Radio 2-es csatornáján játszották először, és bár brit rádiós sláger, így is csak a 97. helyen végzett a brit kislemez listán.

## Slágerlista
| Slágerlista (2010)            | Legmagasabb pozíció |
| ----------------------------- | ------------------- |
| Angol kislemezlista           | 97                  |
| Angol független kislemezlista | 8                   |
| Angol Airplay kislemezlista   | 15                  |